# Polnischer Fußballpokal 2022/23
Der Puchar Polski 2022/23 war die 69. Ausspielung des polnischen Pokalwettbewerbs. Er begann am 26. Juli 2022 mit den Vorrundenspielen und endete am 2. Mai 2023 mit dem Finale in dem Stadion Narodowy in Warschau. Pokalsieger wurde Legia Warschau, der im Finale Titelverteidiger Raków Częstochowa nach Elfmeterschießen besiegte.

## Modus
In allen Runden wurden die Begegnungen in einem Spiel entschieden. Bei unentschiedenem Ausgang gab es eine Verlängerung von zweimal 15 Minuten und gegebenenfalls ein Elfmeterschießen.
Jede Mannschaft darf fünf Auswechslungen vornehmen (bisher waren drei Auswechslungen plus eine in der Verlängerung erlaubt). Diese können in der Halbzeitpause und bei maximal drei Spielunterbrechungen vorgenommen werden. Darüber hinaus muss jede Mannschaft während des gesamten Spiels mindestens zwei Jugendspieler aufstellen (in der letzten Spielzeit genügte die Anwesenheit eines solchen Spielers). Nach zwei gelben Karten muss ein Spieler für eine Partie pausieren. Nach jeder weiteren zweiten gelben Karte (vierte, sechste usw.) gibt es für den Spieler zwei Spiele Sperre.

## Spieltermine
| Runde         | Datum                            |
| ------------- | -------------------------------- |
| Vorrunde      | 26. bis 27. Juli 2022            |
| 1. Runde      | 30. August bis 1. September 2022 |
| 2. Runde      | 12. bis 20. Oktober 2022         |
| Achtelfinale  | 8. bis 10. November 2022         |
| Viertelfinale | 28. Februar bis 1. März 2023     |
| Halbfinale    | 4. bis 5. April 2023             |
| Finale        | 2. Mai 2023                      |

## Teilnehmende Mannschaften
69 Mannschaften waren qualifiziert.
| Teilnahme ab der 2. Runde                                     | Teilnahme ab 1. Runde | Teilnahme ab 1. Runde | Teilnahme ab 1. Runde | Teilnahme ab Vorrunde                     | Teilnahme ab Vorrunde |
| Ekstraklasa 2021/22 4 Vereine (Platz 1 – 4)                   | Ekstraklasa 2021/22 14 Vereine (Platz 5 – 18) | 1. Liga 2021/22 16 Vereine (Platz 1 – 16) | 16 regionale Pokalsieger der Woiwodschaften der Saison 2021/22 | 1. Liga 2021/22 2 Vereine (Platz 17 – 18) | 2. Liga 2021/22 17 Vereine (Platz 1 – 17) |
| Lech Posen Raków Częstochowa (TV) Pogoń Stettin Lechia Gdańsk | Piast Gliwice Wisła Płock Radomiak Radom Górnik Zabrze KS Cracovia Legia Warschau Jagiellonia Białystok Zagłębie Lubin Stal Mielec Śląsk Wrocław Bruk-Bet Termalica Nieciecza Wisła Krakau Górnik Łęczna | Miedź Legnica Widzew Łódź Arka Gdynia Korona Kielce Odra Opole Chrobry Głogów Sandecja Nowy Sącz GKS Katowice Podbeskidzie Bielsko-Biała ŁKS Łódź CWKS Resovia GKS Tychy Skra Częstochowa Puszcza Niepołomice Zagłębie Sosnowiec Stomil Olsztyn | 3. Liga GKS Wikielec (WN) Polonia Środa Wielkopolska (WP) ŁKS Łagów (SK) Stal Stalowa Wola (PK) Zawisza Bydgoszcz (KP) Lechia Zielona Góra (LB) Chełmianka Chełm(LU) Legia II Warschau (MZ) Bałtyk Gdynia (PM) Rekord Bielsko-Biała (SL) Pogoń II Stettin (ZP) 4. Liga Wieczysta Kraków (MA) RKS Radomsko (LD) Lechia Dzierżoniów (DS) Ruch Wysokie Mazowieckie (PO) Bezirksklasse Start Jełowa (OP) | Górnik Polkowice GKS 1962 Jastrzębie      | Stal Rzeszów Chojniczanka Chojnice Ruch Chorzów Wigry Suwałki Motor Lublin Radunia Stężyca Lech II Posen Garbarnia Kraków Olimpia Elbląg Pogoń Siedlce Wisła Puławy Śląsk Wrocław II KKS 1925 Kalisz Znicz Pruszków Hutnik Kraków Pogoń Grodzisk Mazowiecki Sokół Ostróda GKS Bełchatów |

## Vorrunde
Die Spiele der Vorrunde fanden am 26. und 27. August 2022 mit den Mannschaften auf den Plätzen 17 und 18 der 1. Liga 2021/22 sowie den 17 Teams der 2. Liga 2021/22 statt. Die Vereine traten nach folgendem Schlüssel an: (* 1. Liga) 17*–18, 18*–17, 1–16, 2–15, 3–14, 4–13, 5–12, 6–11, 7–10, 8–9.
|                       | Ergebnis              |                           |
| 26. Juli 2022         | 26. Juli 2022         | 26. Juli 2022             |
| --------------------- | --------------------- | ------------------------- |
| Ruch Chorzów          | 2:0                   | Znicz Pruszków            |
| Motor Lublin          | 4:2                   | Śląsk Wrocław II          |
| 27. Juli 2022         |                       |                           |
| GKS 1962 Jastrzębie   | 4:1                   | Sokół Ostróda             |
| Stal Rzeszów          | 1:0                   | Pogoń Grodzisk Mazowiecki |
| Chojniczanka Chojnice | 3:1 n. V.             | Hutnik Kraków             |
| Wigry Suwałki         | 0:4                   | KKS 1925 Kalisz           |
| Radunia Stężyca       | 3:2                   | Wisła Puławy              |
| Lech II Posen         | 2:3 n. V.             | Pogoń Siedlce             |
| Garbarnia Kraków      | 1:1 n. V. (2:3 i. E.) | Olimpia Elbląg            |
| Górnik Polkowice      | 03:0 1                | GKS Bełchatów             |

## 1. Runde
Die Spiele wurden vom 30. August bis 1. September 2022 ausgetragen. Es nahmen die 10 Gewinner der Vorrundenspiele teil. Hinzu kamen die 14 Vereine der Ekstraklasa (Platz 5 bis 18), die besten 16 Vereine der 1. Liga sowie die 16 regionalen Pokalsieger der Woiwodschaften.
|                              | Ergebnis              |                            |
| 30. August 2022              | 30. August 2022       | 30. August 2022            |
| ---------------------------- | --------------------- | -------------------------- |
| Legie II Warschau            | 0:5                   | Wisła Krakau               |
| Rekord Bielsko-Biała         | 3:0                   | Chełmianka Chełm           |
| Stal Stalowa Wola            | 1:2 n. V.             | Puszcza Niepołomice        |
| RKS Radomsko                 | 0:3                   | Radomiak Radom             |
| Lechia Zielona Góra          | 2:1 n. V.             | Podbeskidzie Bielsko-Biała |
| GKS Wikielec                 | 1:2                   | Zagłębie Sosnowiec         |
| Start Jełowa                 | 0:4                   | Zagłębie Lubin             |
| Stal Rzeszów                 | 3:3 n. V. (6:7 i. E.) | Korona Kielce              |
| Bałtyk Gdynia                | 0:3                   | Olimpia Elbląg             |
| Stomil Olsztyn               | 1:3                   | Chrobry Głogów             |
| Bruk-Bet Termalica Nieciecza | 2:3 n. V.             | Legia Warschau             |
| 31. August 2022              |                       |                            |
| Ruch Wysokie Mazowieckie     | 0:4                   | Śląsk Wrocław              |
| Pogoń II Stettin             | 0:2                   | GKS Katowice               |
| Pogoń Siedlce                | 3:1                   | Chojniczanka Chojnice      |
| Wieczysta Kraków             | 0:2                   | Radunia Stężyca            |
| Polonia Środa Wielkopolska   | 0:2                   | Motor Lublin               |
| ŁKS Łagów                    | 1:3                   | KS Cracovia                |
| Skra Częstochowa             | 1:3                   | Wisła Płock                |
| Górnik Polkowice             | 1:3                   | Sandecja Nowy Sącz         |
| GKS 1962 Jastrzębie          | 0:2                   | Warta Posen                |
| KKS 1925 Kalisz              | 5:5 n. V. (4:3 i. E.) | Widzew Łódź                |
| Zawisza Bydgoszcz            | 2:1                   | GKS Tychy                  |
| CWKS Resovia                 | 1:0                   | Miedź Legnica              |
| ŁKS Łódź                     | 2:2 n. V. (3:4 i. E.) | Stal Mielec                |
| 1. September 2022            |                       |                            |
| Lechia Dzierżoniów           | 1:2                   | Piast Gliwice              |
| Odra Opole                   | 0:1                   | Jagiellonia Białystok      |
| Arka Gdynia                  | 0:0 n. V. (3:4 i. E.) | Górnik Łęczna              |
| Ruch Chorzów                 | 0:1                   | Górnik Zabrze              |

## 2. Runde
Die Spiele der 2. Runde fanden zwischen dem 12. und 20. Oktober 2022 statt. Es nahmen die 28 Gewinner der 1. Runde sowie die besten 4 Teams der Ekstraklasa 2021/22 teil.
|                      | Ergebnis                |                       |
| 12. Oktober 2022     | 12. Oktober 2022        | 12. Oktober 2022      |
| -------------------- | ----------------------- | --------------------- |
| Lechia Zielona Góra  | 3:1                     | Jagiellonia Białystok |
| 18. Oktober 2022     |                         |                       |
| Rekord Bielsko-Biała | 3:3 n. V. (11:12 i. E.) | Pogoń Stettin         |
| Zagłębie Sosnowiec   | 0:1                     | Raków Częstochowa     |
| Stal Mielec          | 0:3 n. V.               | Piast Gliwice         |
| KKS 1925 Kalisz      | 2:0                     | Olimpia Elbląg        |
| Górnik Łęczna        | 1:0                     | Korona Kielce         |
| Wisła Płock          | 0:3                     | Legia Warschau        |
| 19. Oktober 2022     |                         |                       |
| Radunia Stężyca      | 1:4                     | Lechia Gdańsk         |
| CWKS Resovia         | 4:3                     | KS Cracovia           |
| Sandecja Nowy Sącz   | 2:1                     | Warta Posen           |
| Motor Lublin         | 1:0 n. V.               | Zagłębie Lubin        |
| Wisła Krakau         | 2:2 n. V. (6:5 i. E.)   | Puszcza Niepołomice   |
| Lech Posen           | 1:3                     | Śląsk Wrocław         |
| 20. Oktober 2022     |                         |                       |
| Pogoń Siedlce        | 3:1                     | Chrobry Głogów        |
| Zawisza Bydgoszcz    | 1:3                     | Radomiak Radom        |
| GKS Katowice         | 1:3                     | Górnik Zabrze         |

## Achtelfinale
Die Achtelfinalpartien fanden zwischen dem 8. und 10. November 2022 statt. An dieser Runde nahmen die 16 Gewinner der vorherigen Runde teil.
|                     | Ergebnis              |                   |
| 8. Oktober 2022     | 8. Oktober 2022       | 8. Oktober 2022   |
| ------------------- | --------------------- | ----------------- |
| KKS 1925 Kalisz     | 3:3 n. V. (5:3 i. E.) | Górnik Zabrze     |
| Górnik Łęczna       | 1:0 n. V.             | Piast Gliwice     |
| Lechia Gdańsk       | 2:2 n. V. (2:4 i. E.) | Legia Warschau    |
| 9. Oktober 2022     |                       |                   |
| Motor Lublin        | 1:0                   | Wisła Krakau      |
| Pogoń Stettin       | 0:1                   | Raków Częstochowa |
| Sandecja Nowy Sącz  | 00:3 1                | Śląsk Wrocław     |
| 10. Dezember 2022   |                       |                   |
| Lechia Zielona Góra | 0:0 n. V. (3:1 i. E.) | Radomiak Radom    |
| Pogoń Siedlce       | 1:0                   | CWKS Resovia      |

## Viertelfinale
Das Viertelfinale wurde am 28. Februar und 1. März 2023 ausgetragen. An dieser Runde nahmen die 8 Gewinner der vorherigen Runde teil.
|                     | Ergebnis         |                   |
| 28. Februar 2023    | 28. Februar 2023 | 28. Februar 2023  |
| ------------------- | ---------------- | ----------------- |
| Lechia Zielona Góra | 0:3              | Legia Warschau    |
| Pogoń Siedlce       | 1:0              | Górnik Łęczna     |
| 1. März 2023        |                  |                   |
| KKS 1925 Kalisz     | 3:0              | Śląsk Wrocław     |
| Motor Lublin        | 0:3              | Raków Częstochowa |

## Halbfinale
Die beiden Halbfinalpartien fanden am 4. und am 5. April 2023 statt. An dieser Runde nahmen die 4 Gewinner der vorherigen Runde teil.
|                 | Ergebnis      |                   |
| 4. April 2023   | 4. April 2023 | 4. April 2023     |
| --------------- | ------------- | ----------------- |
| KKS 1925 Kalisz | 0:1           | Legia Warschau    |
| 5. April 2023   |               |                   |
| Górnik Łęczna   | 0:1           | Raków Częstochowa |

## Finale
| Legia Warschau                             | Legia Warschau | Raków Częstochowa | Raków Częstochowa |
| ------------------------------------------ | --- | --- | ----------------- |
| Legia Warschau                             | \| 2. Mai 2023 in Warschau (Stadion Narodowy) \| \| Ergebnis: 0:0 n. V., 6:5 i. E. \| \| Zuschauer: 44.701 \| \| Schiedsrichter: Piotr Lasyk (Bytom) \| | \| 2. Mai 2023 in Warschau (Stadion Narodowy) \| \| Ergebnis: 0:0 n. V., 6:5 i. E. \| \| Zuschauer: 44.701 \| \| Schiedsrichter: Piotr Lasyk (Bytom) \| | Raków Częstochowa |
| Legia Warschau                             | Kacper Tobiasz – Yuri Ribeiro, Rafał Augustyniak, Artur Jędrzejczyk – Paweł Wszołek, Bartosz Kapustka (86. Jurgen Çelhaka), Josué Pesqueira (106. Patryk Sokołowski), Bartosz Slisz, Filip Mladenović (106. Makana Baku) – Ernest Muçi (43. Maik Nawrocki), Tomáš Pekhart (62. Maciej Rosołek) Cheftrainer: Kosta Runjaic ( Deutschland) | Kacper Trelowski, Strátos Svárnas, Tomáš Petrášek (46. Patryk Kun), Zoran Arsenić – Fran Tudor, Ben Lederman (68. Bartosz Nowak), Giannis Papanikolaou, Jean Carlos Silva – Wladislaw Kotscherhin, Ivi López, (98. Mateusz Wdowiak) – Vladislavs Gutkovskis (68. Fabian Piasecki) Cheftrainer: Marek Papszun | Raków Częstochowa |
| Legia Warschau                             | Elfmeterschießen | | Raków Częstochowa |
| Legia Warschau                             | 1:0 Bartosz Slisz 2:1 Maciej Rosołek 3:2 Rafał Augustyniak 4:3 Patryk Sokołowski 5:4 Paweł Wszołek 6:5 Maik Nawrocki | 1:1 Fran Tudor 2:2 Strátos Svárnas 3:3 Fabian Piasecki 4:4 Bartosz Nowak 5:5 Jean Carlos Silva Mateusz Wdowiak (gehalten) | Raków Częstochowa |
| Legia Warschau                             | Josué Pesqueira, Paweł Wszołek, Thomáš Pekhart, Rafał Augustyniak, Bartosz Kapustka, Kacper Tobiasz, Filip Mladenović | Zoran Arsenić, Vladislavs Gutkovskis, Giannis Papanikolaou, | Raków Częstochowa |
| Legia Warschau                             | Yuri Ribeiro (6.), Filip Mladenović (120.+6') | Jean Carlos Silva (120.+6') | Raków Częstochowa |
| 2. Mai 2023 in Warschau (Stadion Narodowy) | | |                   |
| Ergebnis: 0:0 n. V., 6:5 i. E.             | | |                   |
| Zuschauer: 44.701                          | | |                   |
| Schiedsrichter: Piotr Lasyk (Bytom)        | | |                   |